# Nuxia
Nuxia  (лат.) — род цветковых растений семейства Стильбовые (Stilbaceae). Ранее род помещали в семейства Буддлеевые (Buddlejaceae) и Логаниевые (Loganiaceae).

## Ботаническое описание
Кустарники и деревья с супротивными листьями.

## Виды
Род включает в себя следующие виды:
- Nuxia allorgeorum Jovet
- Nuxia ambrensis Jovet
- Nuxia capitata Baker
- Nuxia congesta R.Br. ex Fresen.
- Nuxia coriacea Soler.
- Nuxia floribunda Benth.
- Nuxia glomerulata (C.A.Sm.) Verd.
- Nuxia gracilis Engl.
- Nuxia involucrata Aug.DC.
- Nuxia isaloensis Jovet
- Nuxia oppositifolia (Hochst.) Benth.
- Nuxia pachyphylla Baker
- Nuxia pseudodentata Gilg
- Nuxia sphaerocephala Baker
- Nuxia verticillata Lam.